# Roca ígnea

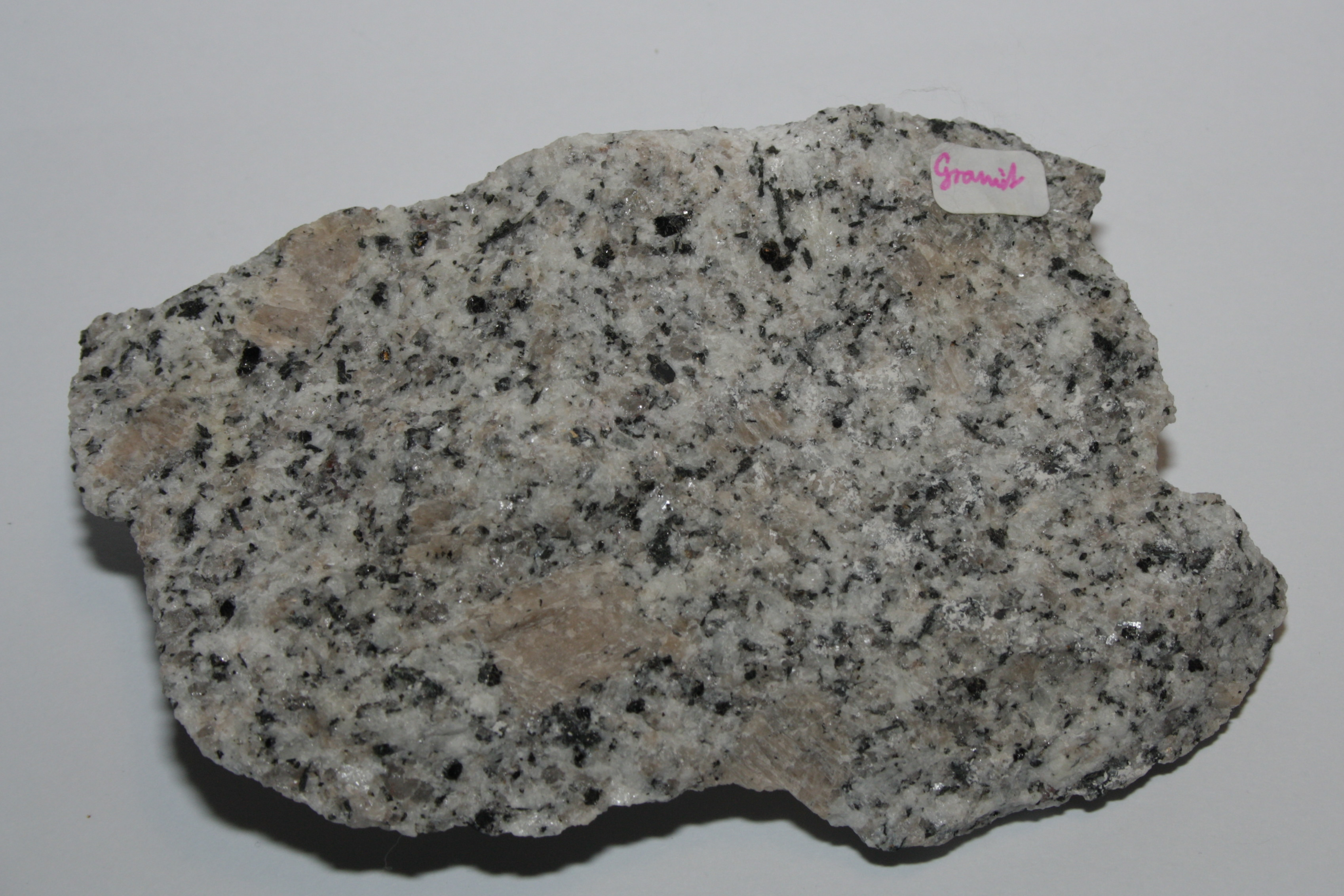
Granito, la roca plutónica más común.

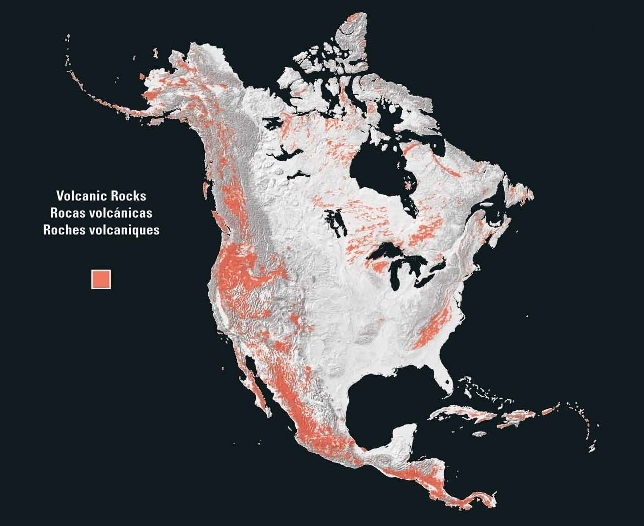
Rocas volcánicas en Norteamérica.

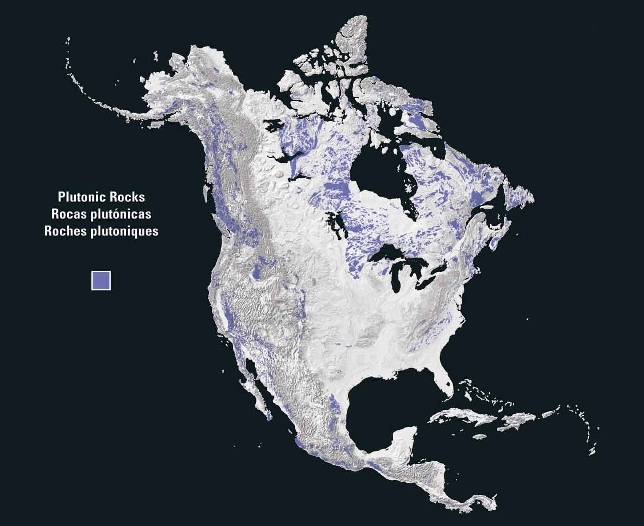
Rocas plutónicas en Norteamérica.

Las rocas ígneas (del latín ignis, "fuego") o magmáticas son aquellas que se forman cuando el magma  se enfría y se solidifica. Si el enfriamiento se produce lentamente bajo la superficie se forman rocas con cristales grandes denominadas rocas plutónicas o intrusivas, mientras que si el enfriamiento se produce rápidamente sobre la superficie, por ejemplo, tras una erupción volcánica, se forman rocas con cristales indistinguibles a simple vista conocidas como rocas volcánicas, efusivas o extrusivas. La mayor parte de los 700 tipos de rocas ígneas que se han descrito se han formado bajo la superficie de la corteza terrestre. Ejemplos de rocas ígneas son la andesita, la diorita, el granito, la riolita, el pórfido, el gabro, y el basalto. 

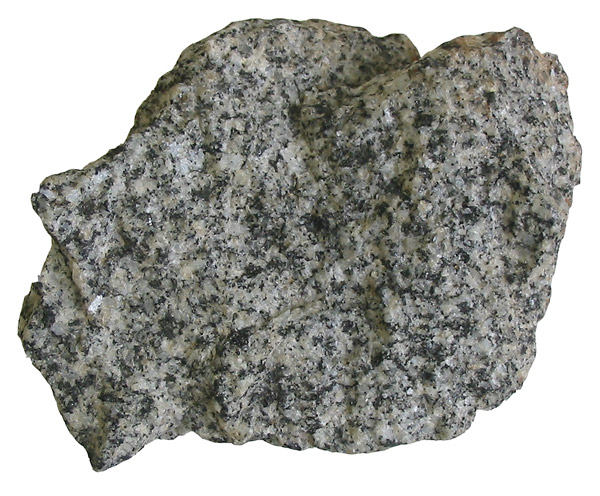
Diorita.

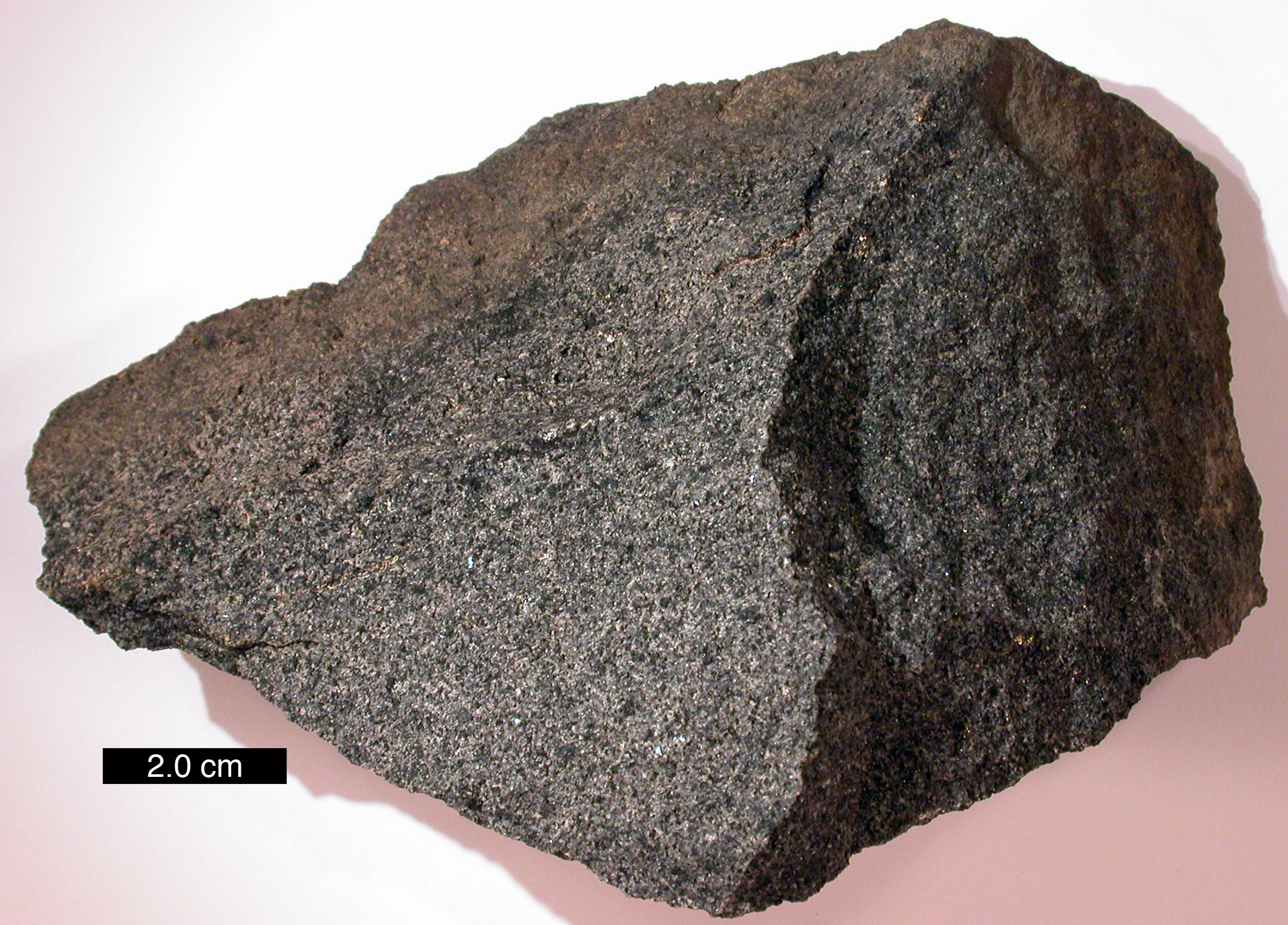
Gabro.

## Importancia geológica
Las rocas ígneas componen, aproximadamente, el 95 % de la parte superior de la corteza terrestre, pero quedan ocultas por una capa relativamente fina pero extensa de rocas sedimentarias y metamórficas.
Las rocas ígneas son geológicamente importantes porque:
- Sus minerales, y química global, dan información sobre la composición del manto terrestre, del cual procede el magma que origina las rocas ígneas, y de la temperatura y condiciones de presión reinantes cuando se formó la roca, o de la roca preexistente que se fundió;
- Sus edades absolutas pueden obtenerse por varios sistemas de datado radiométrico, y así puede ser comparadas con estratos geológicos adyacentes, permitiendo una secuencia de tiempo de los eventos;
- Sus características corresponden usualmente con características de un ambiente tectónico específico, permitiendo reconstituciones de eventos tectónicos (ver tectónica de placas);
- En algunas circunstancias especiales, contienen importantes depósitos minerales, como tungsteno, estaño y uranio, comúnmente asociados a granitos, y cromo y platino, comúnmente asociados a gabros.

## Rocas ígneas según su origen

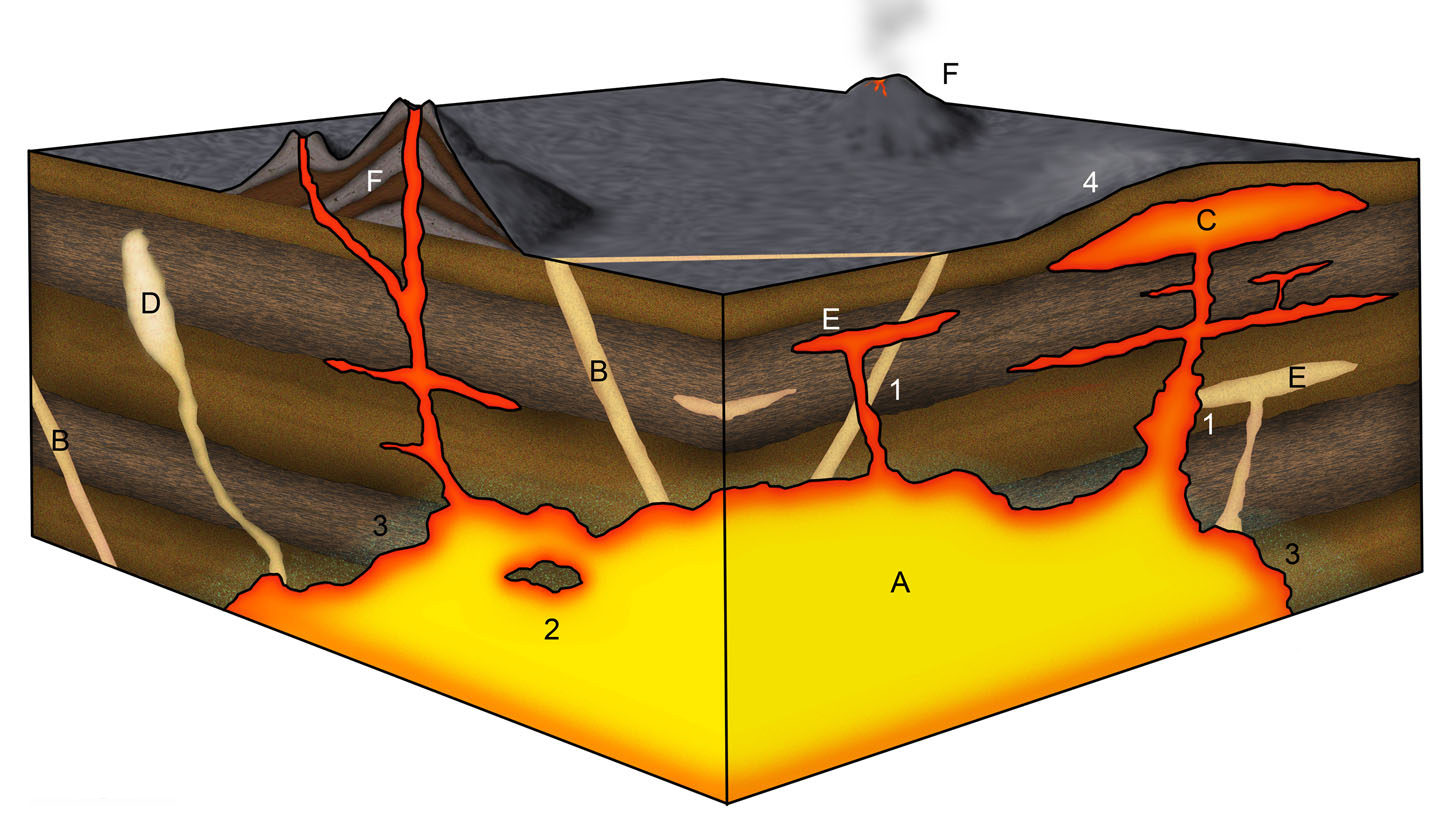
Algunos lugares de emplazamiento de las rocas ígneas:
- Plutónicas: cámara magmática, plutón (A), diques (B, D), lacolitos (C), sills (E)
- Volcánicas: edificios volcánicos (F)

Según cómo y dónde se enfría el magma se distinguen dos grandes tipos de rocas ígneas, las plutónicas o intrusivas y las volcánicas o extrusivas.

### Rocas plutónicas o intrusivas
Las rocas plutónicas o intrusivas se forman a partir de magma solidificado en grandes masas en el interior de la corteza terrestre. El magma, rodeado de rocas preexistentes (conocidas como rocas caja), se enfría lentamente, lo que permite que los minerales formen cristales grandes, visibles a simple vista, por lo que son rocas de «grano grueso». Tal es el caso del granito o el pórfido.
Las intrusiones magmáticas a partir de las cuales se forman las rocas plutónicas se denominan plutones, como por ejemplo los batolitos, los lacolitos, los sills y los diques.
Las rocas plutónicas solo son visibles cuando la corteza asciende y la erosión elimina las rocas que cubren la intrusión. Cuando la masa de rocas queda expuesta se denomina afloramiento. El corazón de las principales cordilleras está formado por rocas plutónicas que cuando afloran, pueden recubrir enormes áreas de la superficie terrestre.

### Rocas volcánicas o extrusivas

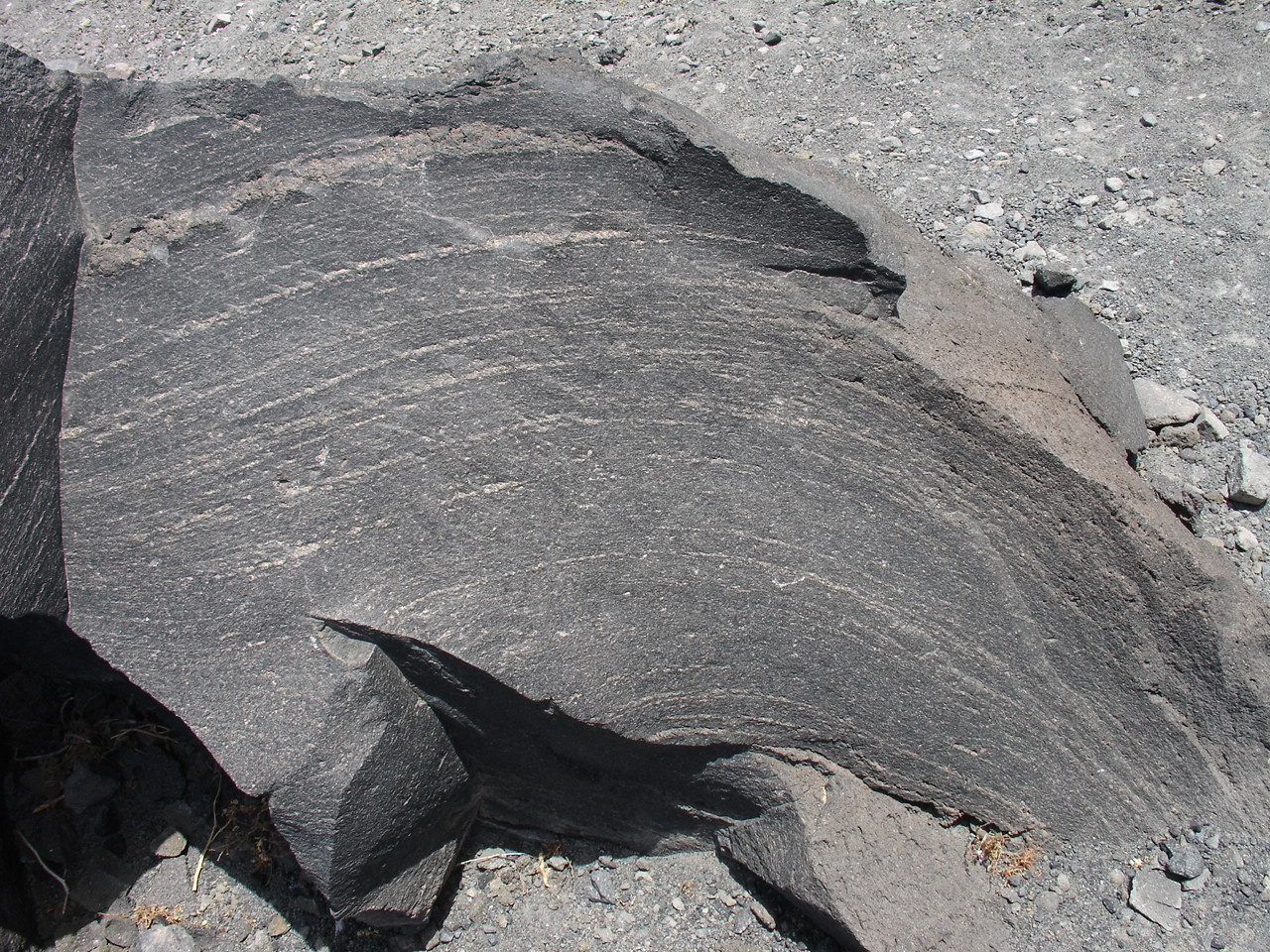
Basalto (roca volcánica); las líneas claras muestran la dirección del flujo de lava.

Las rocas volcánicas o extrusivas se forman por la solidificación del magma (lava) en la superficie de la corteza terrestre, usualmente tras una erupción volcánica. Dado que el enfriamiento es mucho más rápido que en el caso de las rocas intrusivas, los iones de los minerales no pueden organizarse en cristales grandes, por lo que las rocas volcánicas son de grano fino (cristales invisibles a ojo desnudo), como el basalto, o completamente amorfas (una textura similar al vidrio), como la obsidiana. En muchas rocas volcánicas se pueden observar los huecos dejados por las burbujas de gas que escapan durante la solidificación del magma.
El volumen de rocas extrusivas arrojadas por los volcanes anualmente depende del tipo de actividad tectónica:
- Bordes divergentes: 73 %, como las dorsales oceánicas, Islandia y el Rift de África Oriental.
- Bordes convergentes (zonas de subducción): 15

, como la cordillera de la cordillera de los Andes o los arcos insulares del océano Pacífico.
- Puntos calientes (vulcanismo intraplaca): 12 %, como Hawái.

## Clasificación: textura y composición

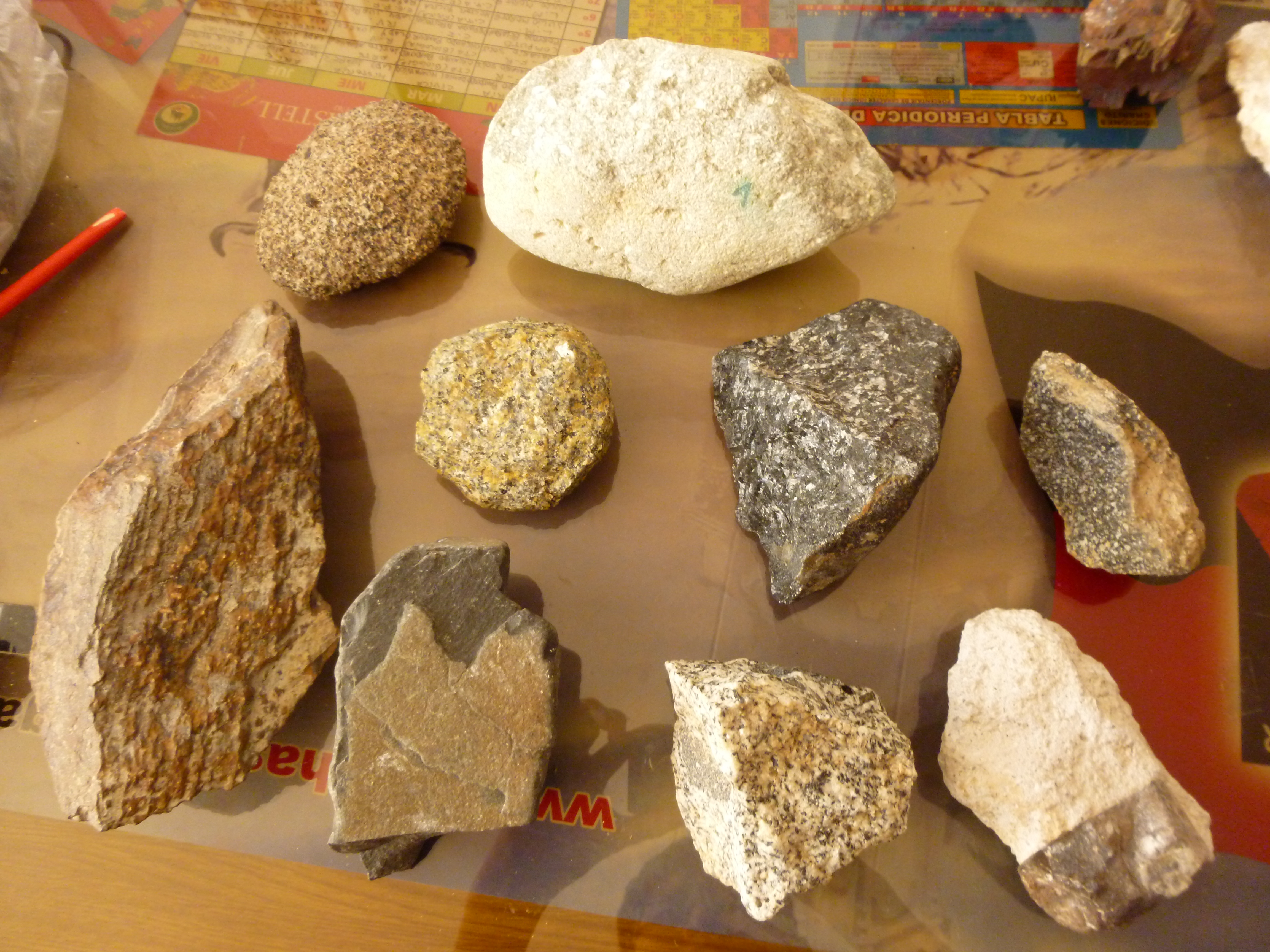
Muestras de diferentes rocas ígneas.

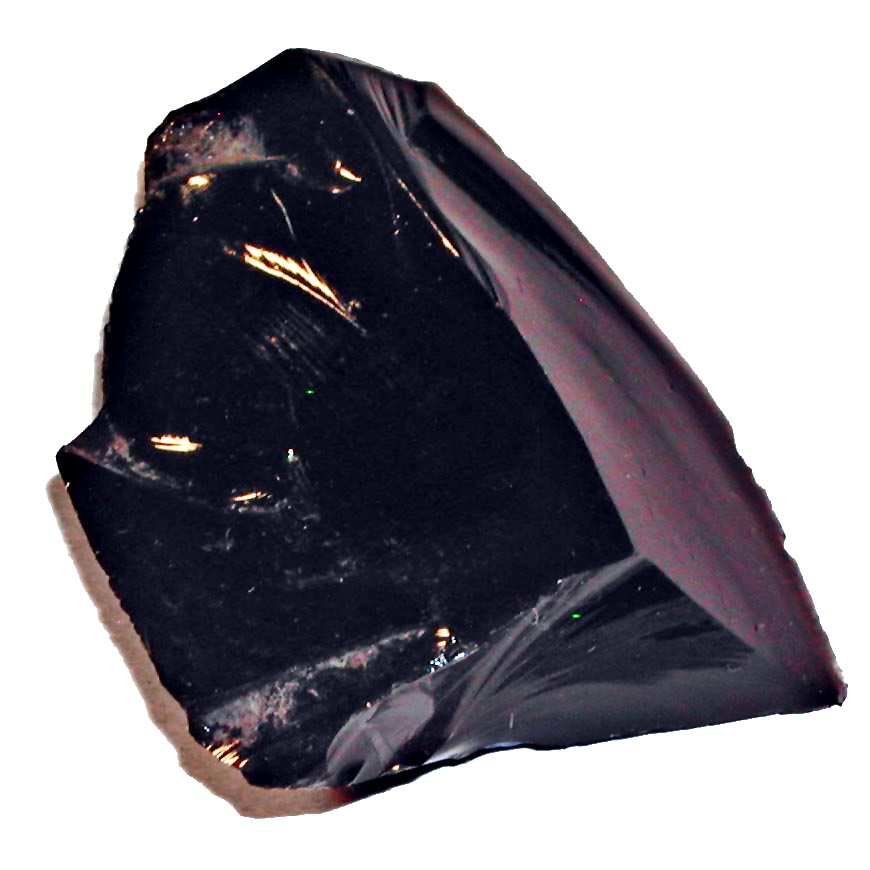
Obsidiana (textura vítrea).

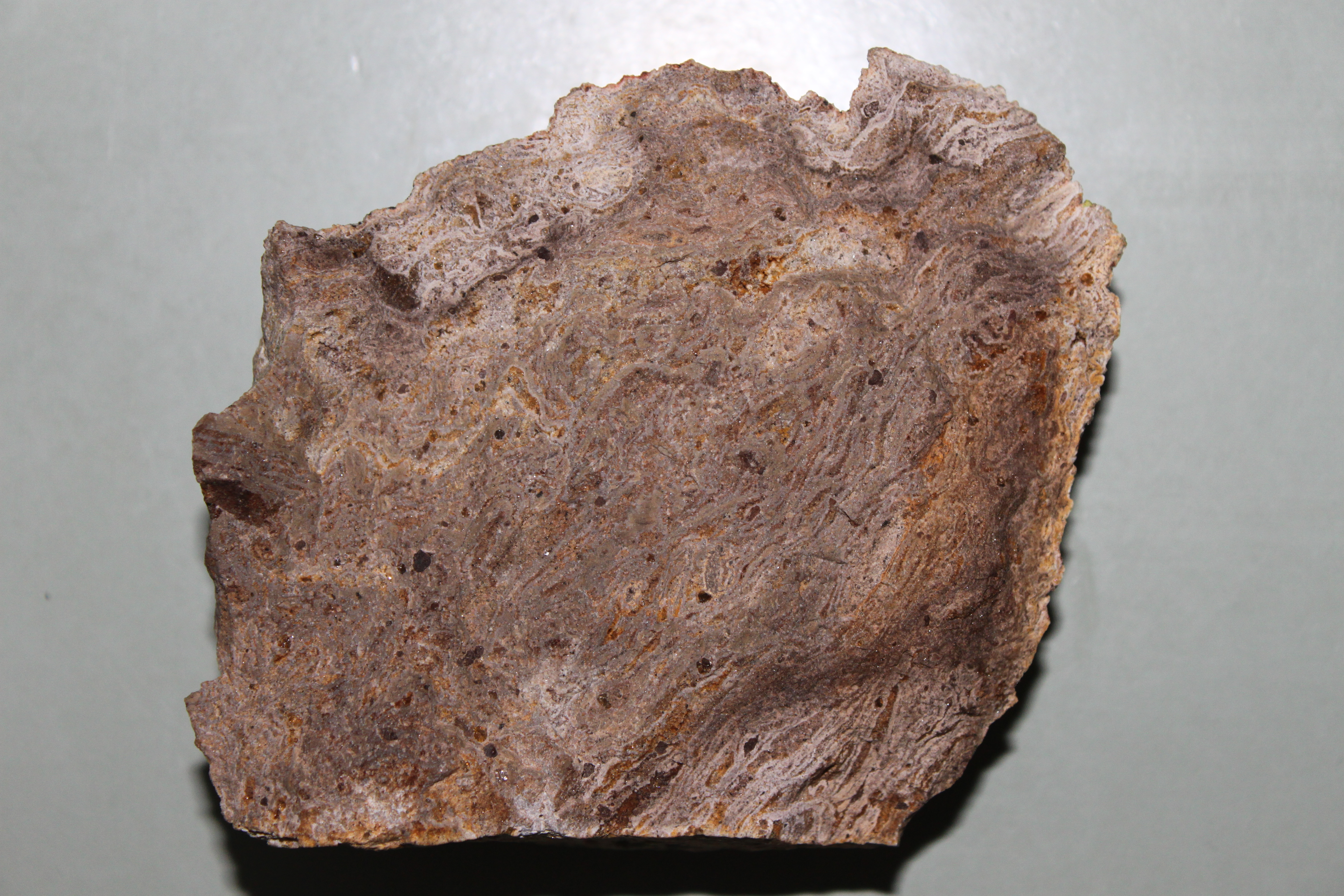
Riolita (textura afanítica).

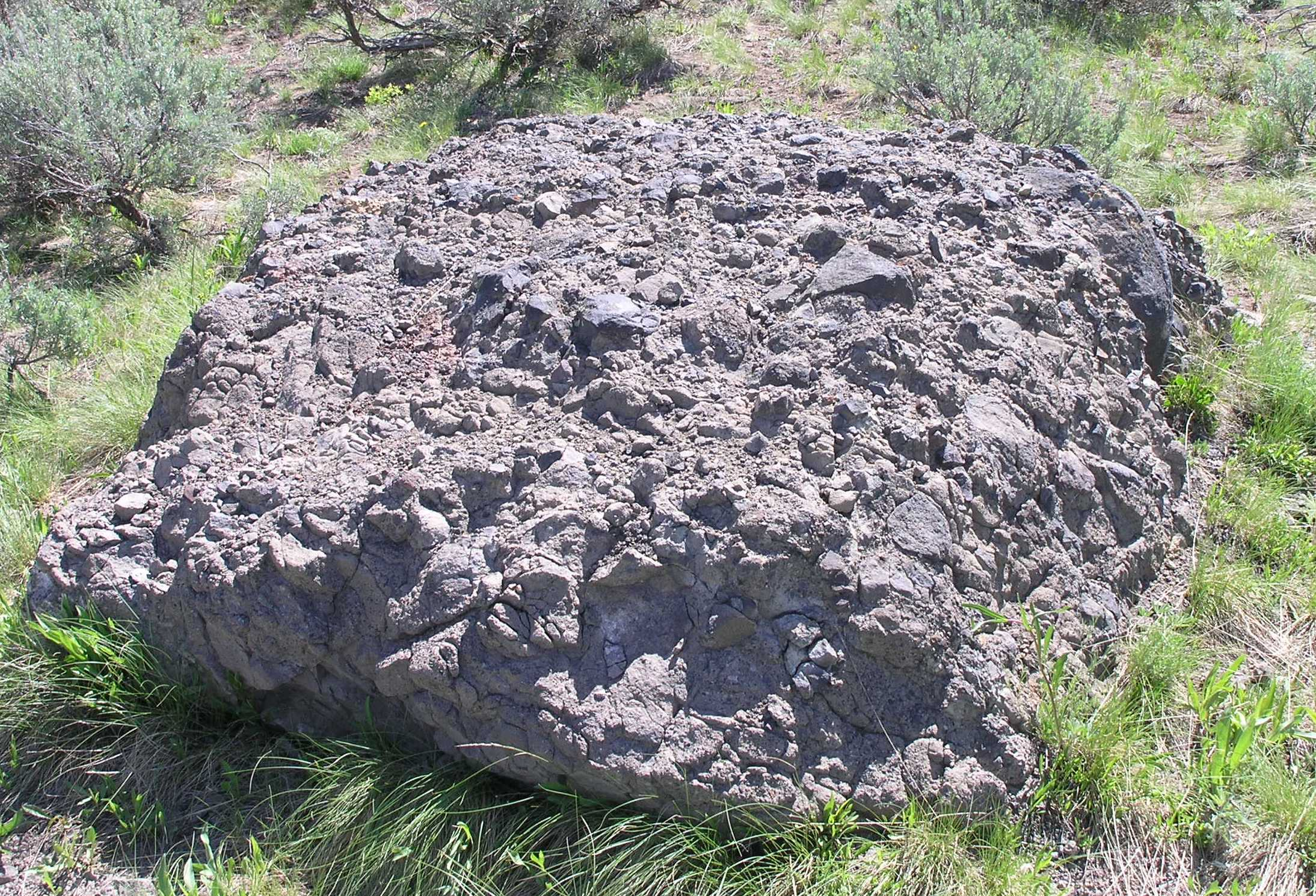
Brecha volcánica (textura piroclástica).

La clasificación de los muchos tipos diferentes de rocas ígneas, puede proveernos de importante información, sobre las condiciones bajo las cuales se formaron. Dos importantes variables, usadas para la clasificación de rocas ígneas, son el tamaño de partícula, que depende de su historia de enfriamiento, y la composición mineral de la roca. Feldespatos, cuarzo, feldespatoides, olivinas, piroxenos, anfíboles y micas son minerales importantes que forman parte de casi todas las rocas ígneas, y son básicos en la clasificación de estas rocas. Los otros minerales presentes, se denominan minerales accesorios. Son muy raras las rocas ígneas con otros minerales esenciales.
Las rocas ígneas se clasifican de acuerdo con su origen, textura, mineralogía, composición química y la geometría del cuerpo ígneo.

### Textura
La textura de una roca ígnea se usa para describir el aspecto general de la misma en función del tamaño, forma y ordenamiento de los cristales que la componen. En un esquema simplificado se pueden distinguir hasta seis texturas ígneas:
- Textura vítrea. Las rocas con textura vítrea se originan durante algunas erupciones volcánicas en las que la roca fundida es expulsada hacia la atmósfera donde se enfría rápidamente; ello que ocasiona que los iones dejen de fluir y queden desordenados antes de que puedan unirse en una estructura cristalina ordenada. La obsidiana es un vidrio natural común producido de este modo.
- Textura afanítica o de grano fino. Se origina cuando el enfriamiento del magma es relativamente rápido por lo que los cristales que se forman son de tamaño microscópico y es imposible distinguir a simple vista los minerales que componen la roca. Es un ejemplo la riolita.
- Textura fanerítica o de grano grueso. Se origina cuando grandes masas de magma se solidifican lentamente a bastante profundidad, lo que da tiempo a la formación de cristales grandes de los diferentes minerales. Las rocas faneríticas, como el granito están formadas por una masa de cristales intercrecidos aproximadamente del mismo tamaño y lo suficientemente grandes como para que los minerales individuales puedan identificarse sin la ayuda del microscopio.
- Textura porfídica. Son rocas con cristales grandes (llamados fenocristales) incrustados en una matriz (llamada pasta) de cristales más pequeños. Se forman debido a la diferente temperatura de cristalización de los minerales que componen la roca, con lo que es posible que algunos cristales se hagan bastante grandes mientras que otros estén empezando a formarse. Una roca con esta textura se conoce como porfiroide.
- Textura pegmatítica. Las pegmatitas son rocas ígneas de grano especialmente grueso, formadas por cristales interconectados de más de un centímetro de diámetro. La mayoría se hallan en los márgenes de las rocas plutónicas ya que se forman en las últimas etapas de la cristalización, cuando el magma contiene un porcentaje inusualmente elevado de agua y de otros volátiles como el cloro, el flúor y el azufre.
- Textura piroclástica. Algunas rocas ígneas se forman por la consolidación de fragmentos de roca (cenizas, lapilli, gotas fundidas, bloques angulares arrancados del edificio volcánico, etc.) emitidos durante erupciones volcánicas. No están formadas por cristales y su aspecto recuerda al de las rocas sedimentarias. La toba volcánica es un ejemplo de este tipo de roca.

Las rocas plutónicas acostumbran a tener texturas faneríticas, porfídicas y pegmatíticas, mientras que las rocas volcánicas son de textura vítrea, afanítica o piroclástica.

### Composición química

Aproximación a la mineralogía de las rocas ígneas en función de su contenido en sílice.

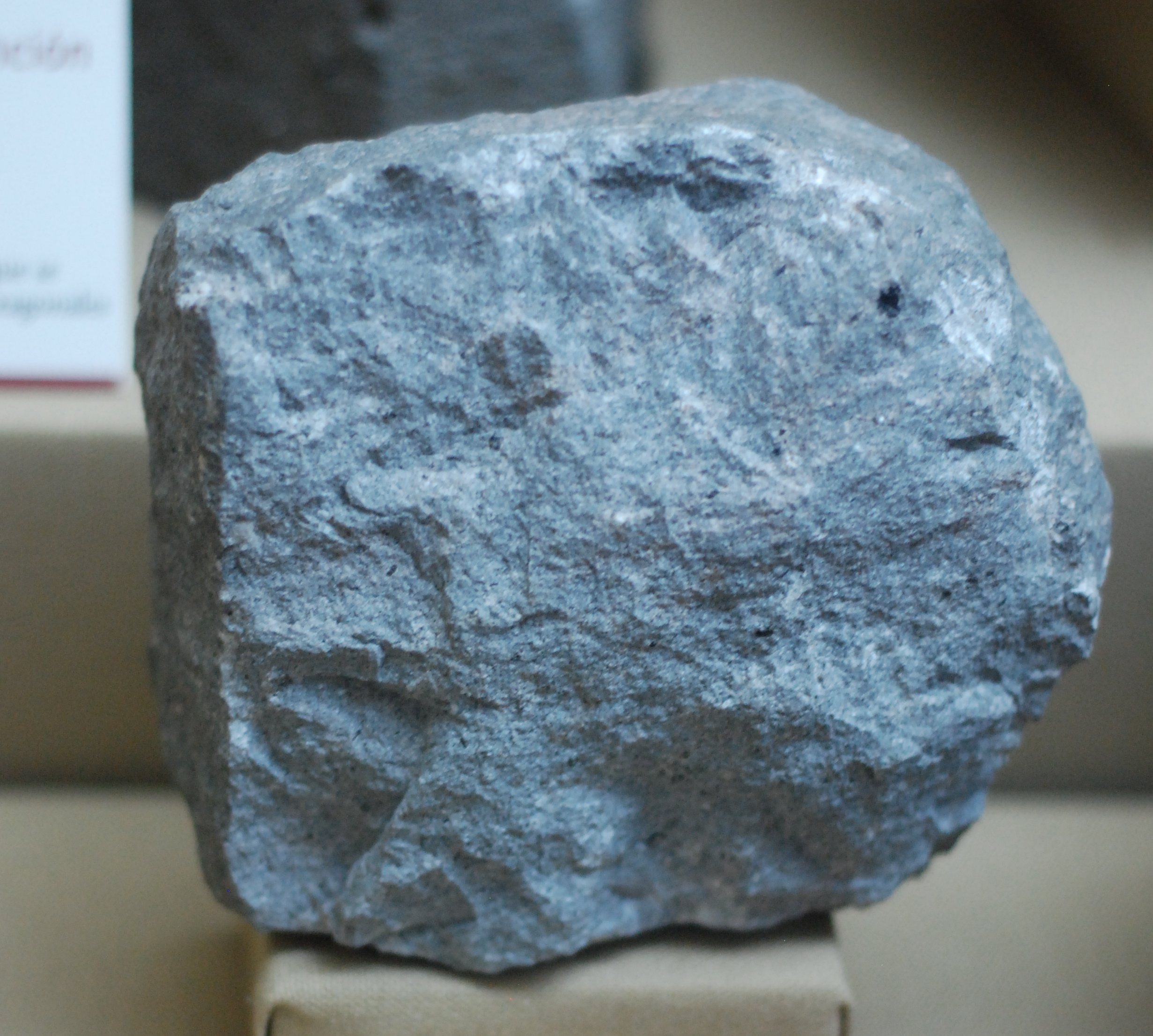
Andesita.

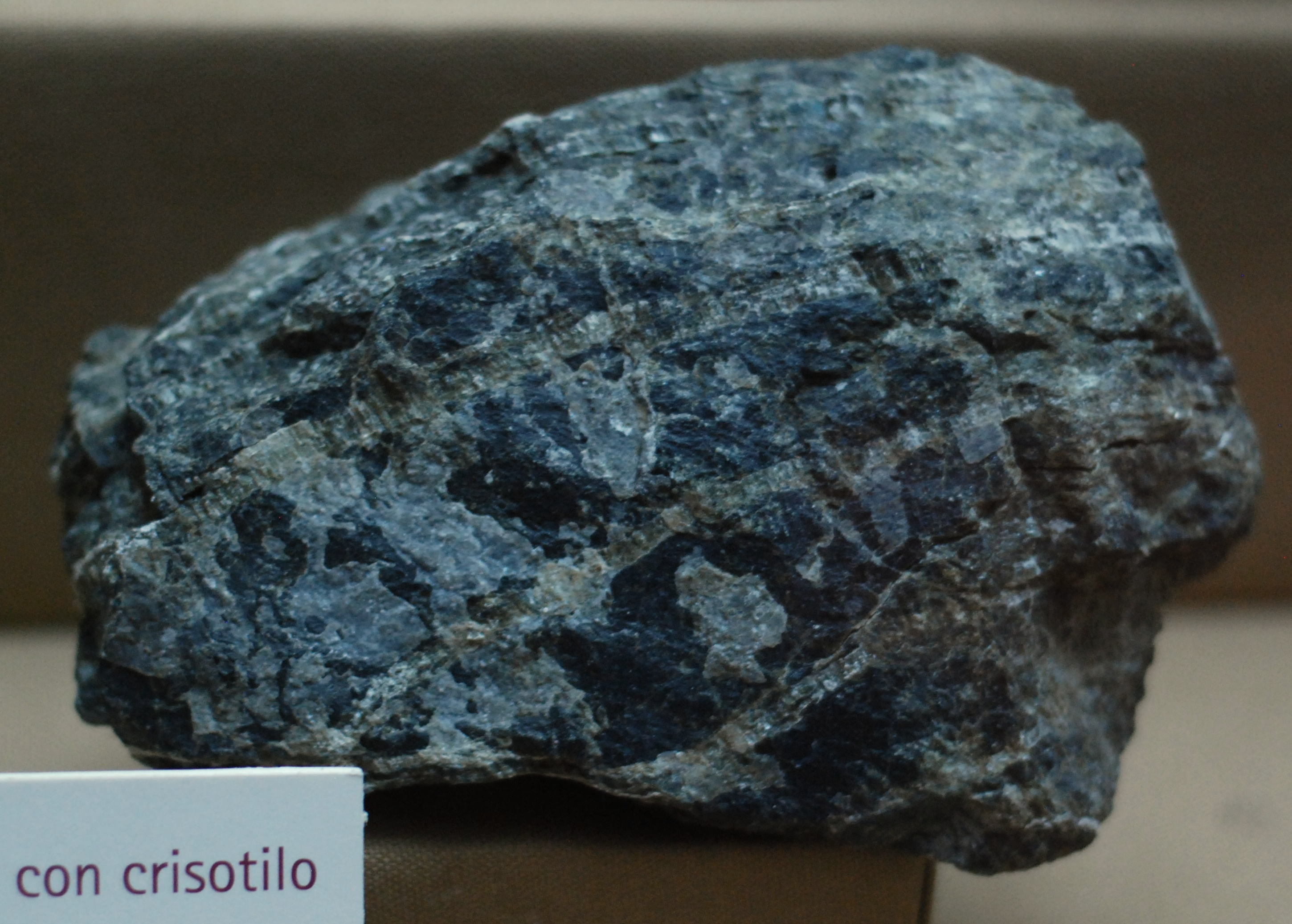
Peridotita con crisotilo.

Las rocas ígneas están compuestas fundamentalmente por silicatos (SiO44-); estos dos elementos, más los iones aluminio, calcio, sodio, potasio, magnesio y hierro constituyen aproximadamente el 98 % en peso de los magmas. Cuando estos se enfrían y solidifican, dichos elementos se combinan para formar dos grandes grupos de silicatos:
- Silicatos oscuros o ferromagnésicos. Son minerales ricos en hierro y en magnesio y bajo contenido en sílice. Por ejemplo, el olivino, el anfíbol y el piroxeno.
- Silicatos claros. Son minerales con mayores cantidades de potasio, sodio y calcio que de hierro y magnesio, y más ricos en sílice que los oscuros. El cuarzo, la moscovita y los feldespatos pertenecen a este grupo.

Las rocas ígneas pueden clasificarse, en función de la proporción de silicatos claros y oscuros, como sigue:
- Rocas félsicas o de composición granítica. Son rocas ricas en sílice (un 70 %), en las que predomina el cuarzo y el feldespato, como por ejemplo el granito y la riolita. Son, en general, de colores claros, y tienen baja densidad. Además de cuarzo y feldespato poseen normalmente un 10 % de silicatos oscuros, usualmente biotita y anfíbol. Las rocas félsicas son los constituyentes principales de la corteza continental.
- Rocas andesíticas o de composición intermedia. Son las rocas comprendidas entre las rocas félsicas y máficas. Reciben su nombre por la andesita, las más común de las rocas intermedias. Contienen al menos del 25 % de silicatos oscuros, principalmente anfíbol, piroxeno y biotita más plagioclasa. Estas rocas están asociadas en general a la actividad volcánica de los márgenes continentales (bordes convergentes).
- Rocas máficas o de composición basáltica. Son rocas que tienen grandes cantidades de silicatos oscuros (ferromagnésicos) y plagioclasa rica en calcio. Son, normalmente, más oscuras y densas que las félsicas. Los basaltos son las rocas máficas más abundantes ya que constituyen la corteza oceánica.
- Rocas ultramáficas. Roca con más de 90 % de silicatos oscuros. Por ejemplo, la peridotita. Aunque son raras en la superficie de la Tierra, se cree que las peridotitas son el constituyente principal del manto superior.

La siguiente tabla es una subdivisión simple de rocas ígneas, de acuerdo con su composición y origen:
|           | Composición |             |         |              |
| Origen    | Félsicas    | Andesíticas | Máficas | Ultramáficas |
| Intrusivo | Granito     | Diorita     | Gabro   | Peridotita   |
| Extrusivo | Riolita     | Andesita    | Basalto | Komatita     |

Clasificación química, también se extiende para diferenciar rocas, que son químicamente similares, de acuerdo con el diagrama TAS, por ejemplo:
- Ultrapotásicas; rocas conteniendo concentración molar K2O/Na2O > 3.
- Peralcalinas; rocas conteniendo concentración molar (K2O + Na2O)/ Al2O3 > 1.
- Peraluminosas; rocas conteniendo concentración molar (K2O + Na2O)/ Al2O3 < 1.

### Composición mineralógica

Diagrama QAPF para la clasificación de las rocas plutónicas.

El diagrama QAPF es un doble diagrama triangular utilizado para clasificar rocas ígneas según su composición mineralógica. El acrónimo QAPF, corresponde a "cuarzo (en inglés: Quartz), feldespato alcalino (en inglés: Alkali feldspar), Plagioclasa, Feldespatoide", que son los grupos minerales usados para la clasificación en el diagrama QAPF. Los porcentajes de Q, A, P y F están normalizados (recalculados para que su suma sea 100 %).

## Origen del magma
El magma se origina de la fusión parcial de rocas preexistentes dentro de la corteza terrestre y el manto superior a profundidades que pueden superar los 250 km.
La corteza de tierra alcanza un promedio de cerca de 35 kilómetros de grueso bajo los continentes, pero alcanza solo unos 7-10 kilómetros debajo de los océanos. La corteza continental está compuesta primariamente de rocas sedimentarias que descansan sobre una base cristalina formada de una gran variedad de rocas metamórficas e ígneas, incluyendo granulita y granito. La corteza oceánica está compuesta principalmente por basalto, y gabro. Ambas cortezas, continental y oceánica, descansan sobre la peridotita del manto.
Las rocas pueden derretirse en respuesta a una disminución en la presión, a un cambio en la composición (como una adición de agua) o a un aumento en temperatura. Otros mecanismos, como la fusión por el impacto de un meteorito son mucho menos importantes hoy, durante el crecimiento de la Tierra los innumerables impactos llevaron a la fusión de varios cientos de los kilómetros más externos de nuestra Tierra temprana, cuando fue probablemente un océano del magma. Se ha propuesto que impactos de grandes meteoritos en los últimos cientos millones de años como un mecanismo responsable del amplio magmatismo basáltico de varias grandes provincias ígneas.

### Temperatura
El aumento de temperatura es el factor típico que conduce a la fusión de las rocas y a la formación del magma. Puede ocurrir cuando un cuerpo ígneo caliente asciende e intruye en la corteza cuyas rocas se funden. Esto suele ocurrir en los límites convergentes de las placas tectónicas como por ejemplo la colisión de la India con la placa euroasiática.
Se cree que el granito y la riolita son rocas ígneas que se forman por fusión de la corteza continental debido al aumento de la temperatura. El aumento de la temperatura también puede contribuir a la fusión de la litósfera que se hunde en una zona de subducción.

### Descompresión
La fusión por descompresión ocurre debido a una disminución de la presión. La temperatura de fusión de la mayoría de las rocas se incrementa, en ausencia de agua, con el aumento de la presión, y ésta aumenta con la profundidad. Así, una roca profunda muy caliente puede seguir en estado sólido debido a la enorme presión de confinamiento a la que está sometida; si la roca asciende y su presión de confinamiento disminuye más rápidamente que su temperatura (las rocas son malas conductoras del calor), se fundirá. Este proceso de fusión, en el movimiento ascendente del manto sólido mediante corrientes de convección, es crítico en la dinámica de la Tierra. La fusión por descompresión crea nueva corteza oceánica en las dorsales oceánicas, origina plumas de manto que han dado lugar a cadenas de islas como Hawái. La fusión por descompresión es la explicación más común inundaciones basálticas (trapp) y las mesetas oceánicas, dos tipos de grandes provincias ígneas.

### Efectos del agua y el dióxido de carbono
Otro factor importante que afecta a la temperatura de fusión de las rocas es su contenido en agua y otras sustancias volátiles, que hacen que la roca se funda a temperaturas inferiores a una presión dada. Por ejemplo, en una profundidad de unos 100 kilómetros, la peridotita comienza a fundirse cerca de los 800 °C, en presencia de agua, pero en su ausencia funde a unos 1500 °C. En las zonas de subducción, conforme una placa oceánica se hunde, el aumento de temperatura y presión expulsan el agua de las rocas de la corteza subducida lo que causa la fusión del manto suprayacente, originándose magmas basálticos y andesíticos. Estos magmas y otros derivados de ellos fueron los que edificaron los arcos de islas volcánicas en todo el cinturón de fuego del Pacífico.
La adición de dióxido de carbono (CO2) es una causa mucho menos importante en la formación de magmas, aunque algunos de ellos se cree que se forman en regiones del manto donde predomina el CO2 sobre el agua. A una profundidad de 70 km el dióxido de carbono hace descender el punto de fusión de la peridotita en 200 °C; a mayores profundidades, el efecto puede ser superior; se calcula que a 200 km se reduce entre 450 °C y 600 °C. Los magmas que originan rocas como la nefelinita, la carbonatita y la kimberlita, puede que se generen por el influjo de dióxido de carbono en el manto a profundidades mayores de 70 kilómetros.